# Gilbert Ducournau
Gilbert Eugène Ducournau, né le 25 septembre 1992 à Caracas, est un coureur cycliste vénézuélien, possédant également la nationalité française.

## Biographie
Gilbert Ducournau devient cycliste professionnel en 2016 au sein de l'équipe Southeast-Venezuela, alors co-parrainée par le Ministère vénézuélien des sports. Au printemps, il participe notamment à la Flèche brabançonne, au Grand Prix de Denain, au Tour d'Azerbaïdjan ainsi qu'au Ster ZLM Toer, en abandonnant à chaque fois.